# Frederickena
Frederickena es un género de aves paseriformes perteneciente a la familia Thamnophilidae, que agrupa a tres especies nativas de las selvas de la cuenca del Amazonas y del escudo guyanés, donde se distribuyen desde el sureste de Colombia, este de Ecuador, sureste de Venezuela y las Guayanas, hasta el este de Perú, norte de Bolivia y suroeste de la Amazonia brasileña. A sus miembros se les conoce por el nombre común de bataráes.

## Etimología
El nombre genérico femenino «Frederickena» conmemora al explorador británico Frederick Vavasour McConnell (1858–1914).

## Características
Los bataráes de este género son aves grandes, miden entre 20,5 y 23 cm de longitud, de colas relativamente cortas, cabezas crestadas y de picos poderosos, que habitan en el sotobosque de selvas húmedas, donde suelen ser raros de ver y la densidad de sus poblaciones es muy baja.

## Lista de especies
Según las clasificaciones del Congreso Ornitológico Internacional (IOC)  y Clements Checklist/eBird v.2019, el género agrupa a las siguientes especies con el respectivo nombre popular de acuerdo con la Sociedad Española de Ornitología (SEO):
| Imagen | Nombre científico      | Autor             | Nombre común      | EC (*) |
| ------ | ---------------------- | ----------------- | ----------------- | ------ |
|        | Frederickena viridis   | (Vieillot, 1816)  | batará gorginegro | LC     |
|        | Frederickena unduliger | (Pelzeln, 1868)   | batará ondulado   | LC     |
|        | Frederickena fulva     | J.T. Zimmer, 1844 | batará leonado    | NE     |

(*) Estado de conservación

## Taxonomía
La especie F. fulva era tratada anteriormente como conespecífica con F. unduliger, pero los trabajos de Isler et al 2009 indicaron que debía ser considerada como especie separada, sobre la base de las diferencias vocales; la separación fue aprobada en la Propuesta N° 431 al Comité de Clasificación de Sudamérica (SACC).